# Haz lo que quieras
Haz lo que quieras es el cuarto disco de Javier Krahe, editado originalmente en 1987. Durante mucho tiempo careció de edición digital, hasta que 18 Chulos lo reeditó en 2007.
En él, Krahe recupera Nos ocupamos del mar, cantada originalmente por Alberto Pérez en el disco La Mandrágora.

## Listado de temas
1. Paréntesis - 4:47
2. Me internarán - 3:30
3. Los siete pecados capitales - 3:50
4. Nos ocupamos del mar - 3:20
5. Pues... nada, hombre - 4:21
6. Sábanas de seda - 4:51
7. Auténtica y total - 3:14
8. Y que corra el atleta - 4:10
9. Carne de cañón al chilindrón - 4:04
10. El ciprés - 4:54

## Músicos
- Javier Krahe - Voz
- Tito Larregui - Guitarra eléctrica, piano y coros
- Javier López de Guereña - Guitarra eléctrica
- Andreas Prittwitz - Saxos, clarinete y flauta
- Julio Blasco - Contrabajo
- Jimmy Ríos - Batería, percusiones, coros
- Fernando Anguita - Contrabajo
- Antonio Sánchez - Guitarra rítmica